# Benet Mordechai (stomfai rabbi)
Benet Mordechai (Óbuda, 1772 – Stomfa, 1850) stomfai rabbi.

## Élete
Benet Mordechai morvaországi főrabbi unokatestvére, Benet Ezékiel nyitrai főrabbi bátyja volt. Előbb Balassagyarmaton működött 1800-tól kezdve, majd 1815-1817-ig Óbudán volt rabbihelyettes, attól kezdve haláláig pedig Stomfán rabbi. Munkáinak gyűjteménye csak halála után jelent meg Szefer Mordechai címen.
Fia Elijah Banet (kb. 1810–1895) rabbi, művelt tudós volt. Nagybocskón és Máramaroson működött.